# Вертіль
Верті́ль — село в Хівському районі Дагестану, На правому березі річки Рубас, у підніжжя гори Сулан Сив.
До райцентру 18 км.
В селі 26 дворів (було 210), 158 осіб.
Неподалік села знаходяться могили відомих в селі людей — охоронців торговельних караванів (Анана, Манана, Мусанана). За 1 км на схід є відкрита мечеть — ЧІихтІил мист.